# Louis Adrien Huart
Pour les articles homonymes, voir Huart.

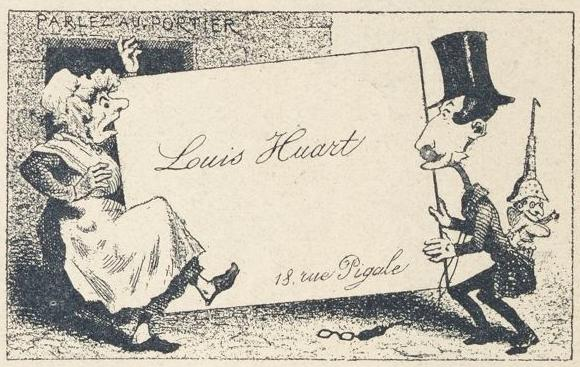
Sa carte de visite, par un illustrateur non identifié (BnF).

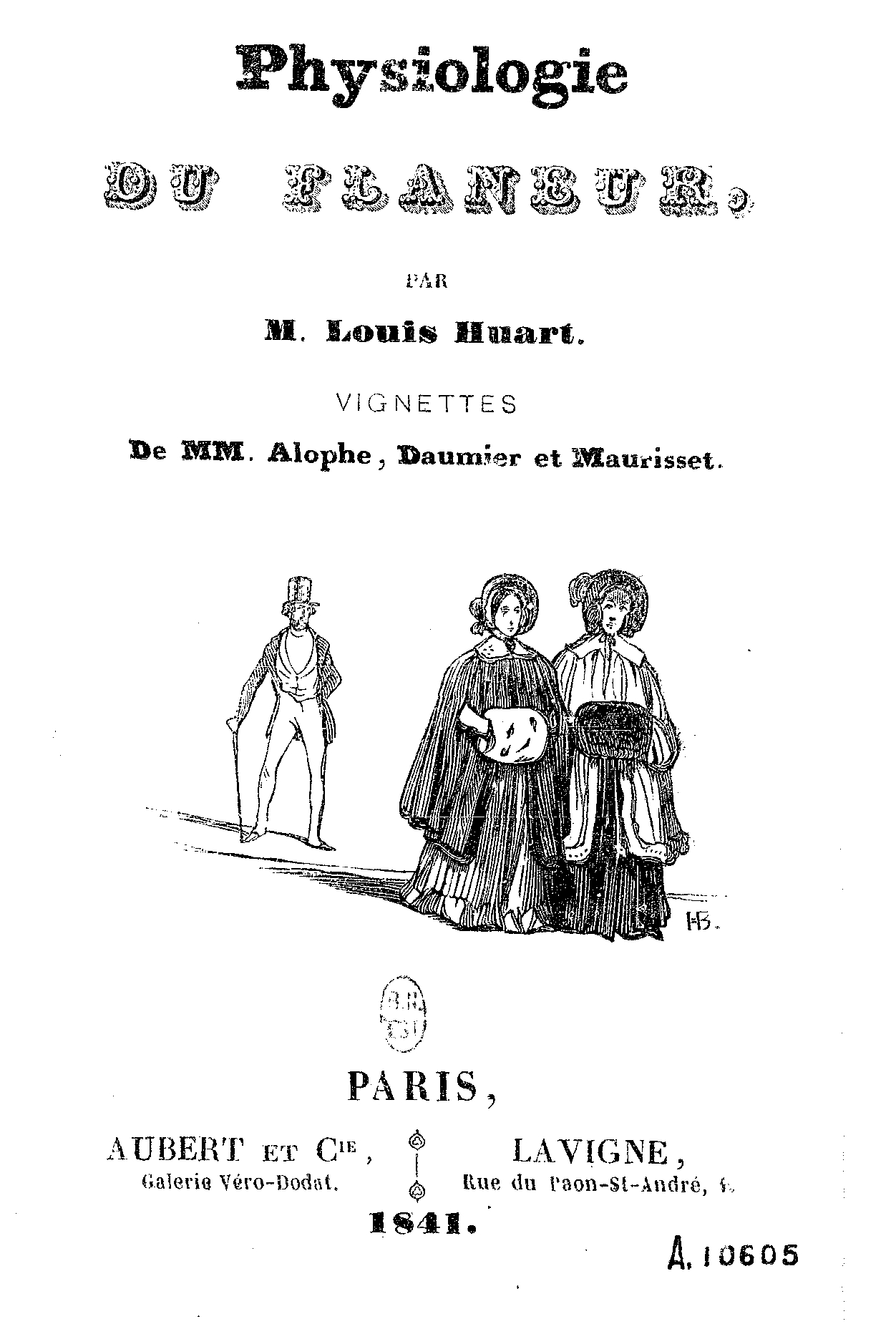
La Physiologie du flâneur
de Louis Adrien Huart (1841).

Louis Adrien Huart, né à Trèves (à l'époque dans le département français de la Sarre) le 1er janvier 1813 et mort à Paris (9e) le 10 décembre 1865, est un journaliste français, écrivain et directeur de théâtre.

## Le journaliste
Son père Jacques Prosper Huart, caissier à la recette principale des impôts de Trèves, alla s'établir avec sa famille à Metz après l'effondrement de l'Empire napoléonien en 1814. Après avoir fréquenté le lycée, Louis Adrien Huart part à Paris étudier le droit, fait son trou comme journaliste en débutant au Moniteur du commerce. À partir de 1835, il écrit pour Le Charivari, principal quotidien satirique français d’opposition, dont il allait devenir le rédacteur le plus assidu. Dans ses chroniques littéraires et théâtrales comme dans ses satires de l'actualité politique quotidienne, il s’approchait constamment de la limite légale posée par la censure sans toutefois jamais la dépasser. Bien des légendes de lithographies d’Honoré Daumier provenaient de sa plume. Rédacteur en chef du Charivari à partir de 1848, il en deviendra plus tard et jusqu’à sa mort l'éditeur. Il eut le mérite de découvrir et de promouvoir de jeunes talents issus de la nouvelle génération, comme par exemple Henri Rochefort, qui sans lui serait resté un simple employé de l'administration.

## L'écrivain
Tout en poursuivant son activité dans les journaux satiriques illustrés (Le Journal amusant, Le Musée pour rire, L’Artiste, Le Cabinet de lecture, le Comic Almanach, l'Almanach pour rire, Les Étrangers à Paris), Huart fait en 1834 ses débuts comme écrivain. Entre 1839 et 1841, il prend pour cible avec un humour mordant, mais jamais blessant, les célébrités contemporaines de la Galerie de la presse, de la littérature et des beaux-arts. Il publie plusieurs pièces de théâtre.
Il fait paraître en 1841-1842, sous le titre générique de Physiologies, ses amusantes petites études de mœurs parisiennes qui restituaient si bien l’air du temps. L’énorme succès de ces publications est dû surtout à sa collaboration fructueuse avec de grands illustrateurs (Grandville, Daumier, Gavarni) et des auteurs (Philipon, Delord) dans la mouvance du Charivari. Il est considéré comme le créateur  de ce genre littéraire qui connaît sous le nom de Physiologie une grande vogue au milieu du XIXe siècle

## Le directeur de théâtre
À partir de 1849, il dirige le Théâtre national de l'Odéon avec Agénor Altaroche. En 1855, il fonde le Théâtre des Folies-Nouvelles ; il le céda en 1859 à la comédienne Virginie Déjazet, qui donna son nom à ce théâtre. La petite vérole mit fin à son activité débordante. Ses amis saluèrent en lui un homme honnête, discret et serviable, pourvu en outre d'une extrême bienveillance que sa froideur apparente ne laissait pas supposer. Amateur du jeu de dominos, il était membre du club des Dominotiers, fondé vers 1838 par le sculpteur Dantan le Jeune, et qui regroupait soixante-dix personnalités de Paris et du nord de la France. On y jouait aux dominos et y pratiquait le calembour.

## Œuvres
- Quand on a vingt ans, histoire de la rue Saint-Jacques (1834)
- Musée Dantan, galerie des charges et croquis des célébrités de l'époque (1839)
- Les Cent et un Robert Macaire, textes de Louis Huart et de Maurice Alhoy, dessins de Daumier (1839)
- Physiologie de l'étudiant (1841)
- Museum Parisien. Histoire physiologique, pittoresque et grotesque de toutes les bêtes curieuses de Paris et de sa banlieue- illustration de Granville.
- Physiologie du flâneur (1841) Texte en ligne
- Physiologie du garde national (1841) Texte en ligne
- Physiologie de la grisette (1841)
- Physiologie du médecin (1841)
- Physiologie du tailleur (1841)
- Parodie du juif errant, complainte constitutionnelle en dix parties, avec Charles Philipon, dessins de Cham (1845)
- Le Bal musard (1850)
- Messieurs les Cosaques, avec Taxile Delord et Clément Caraguel (1854)
- Mémoires de Rigolboche, avec Ernest Blum (1860)

## Sources
- (de) Cet article est partiellement ou en totalité issu de l’article de Wikipédia en allemand intitulé « Louis Adrien Huart » (voir la liste des auteurs).
- Pierre Larousse, Grand dictionnaire universel du XIXe siècle, Paris, 1873, t. IX, p. 424.
- Antoinette Huon, « Charles Philipon et la maison Aubert, 1829-62 », dans Études de presse 17, 1957, p. 67–76.
- Dictionnaire des lettres françaises. Le dix-neuvième siècle, t. 1, Paris, 1961, p. 488.
- Ursula E. Koch, Pierre-Paul Sagave, Le Charivari, die Geschichte einer Pariser Tageszeitung im Kampf um die Republik, 1832-1882, ein Dokument zum deutsch-französischen Verhältnis, Köln, 1984.
- H. Blémont, « Huart, Louis », dans Dictionnaire de biographie française, t. 17, Paris, Letouzey et Ané, 1989.
- Ulrich Wirth, « Louis Adrien Huart 1813-1865, Publizist, Schriftsteller und Theaterdirektor, Chefredakteur des französischen Satiremagazins Le Charivari », dans Trierer biographisches Lexikon, Hrsg. von Heinz Monz, Trier, 2000.